# Ginnastica artistica ai XXI Giochi del Commonwealth
Le competizioni di ginnastica artistica ai XXI Giochi del Commonwealth si sono svolte dal 5 al 9 aprile 2018.

## Medagliere
| Posiz. | Nazione          | Oro | Argento | Bronzo | Totale |
| ------ | ---------------- | --- | ------- | ------ | ------ |
| 1      | Inghilterra      | 6   | 7       | 3      | 16     |
| 2      | Canada           | 3   | 5       | 3      | 11     |
| 3      | Australia        | 2   | 2       | 3      | 7      |
| 4      | Cipro            | 2   | 0       | 1      | 3      |
| 5      | Irlanda del Nord | 1   | 0       | 0      | 1      |
| 5      | Galles           | 0   | 1       | 0      | 1      |
| 6      | Scozia           | 0   | 0       | 3      | 3      |
| Totale | Totale           | 14  | 15      | 13     | 42     |

## Podi

### Maschile
| Evento                | Oro                | Argento                  | Bronzo              |
| Concorso a squadre    | Inghilterra        | Canada                   | Scozia              |
| Concorso Individuale  | Nile Wilson        | James Hall               | Marios Georgiou     |
| Corpo libro           | Marios Georgiou    | Scott Morgan             | Daniel Purvis       |
| Cavallo con maniglie  | Rhys McClenaghan   | Max Whitlock             | Zachary Clay        |
| Anelli                | Courtney Tulloch   | Nile Wilson              | Scott Morgan        |
| Volteggio             | Christopher Remkes | Courtney Tulloch         | Dominick Cunningham |
| Parallele simmetriche | Marios Georgiou    | Nile Wilson              | Frank Baines        |
| Sbarra                | Nile Wilson        | Cory Paterson James Hall | non assegnato       |

### Femminile
| Evento                 | Oro                | Argento            | Bronzo          |
| Concorso a squadre     | Canada             | Inghilterra        | Australia       |
| Concorso Individuale   | Ellie Black        | Georgia Godwin     | Alice Kinsella  |
| Volteggio              | Shallon Olsen      | Ellie Black        | Emily Whitehead |
| Parallele asimmetriche | Georgia-Mae Fenton | Brittany Rogers    | Georgia Godwin  |
| Corpo libero           | Alexandra Eade     | Latalia Bevan      | Shallon Olsen   |
| Trave                  | Alice Kinsella     | Georgia Rose Brown | Kelly Simm      |